# Euphranta mikado
Euphranta mikado är en tvåvingeart som först beskrevs av Matsumura 1916.  Euphranta mikado ingår i släktet Euphranta och familjen borrflugor. Inga underarter finns listade i Catalogue of Life.